# Paul Miracovici
Paul Miracovici (n. 21 februarie 1906, Frumoasa, Harghita, România – d. 15 noiembrie 1973, București, România), a fost un pictor român, critic de artă, grafician și muralist, profesor de artă monumentală și teoretician la Institutului de Arte Plastice „Nicolae Grigorescu” din București.
Artistul plastic a avut o prezență destul de activă în cronica artistică din perioada interbelică – Paul Miracovici a debutat la Salonul Oficial în 1926, fiind parte a avangardei artistice românești, prin participarea sa la acțiunile puternicului și influentului grup de artiști de la Tinerimea artistică.
Miracovici a pictat peisaje, naturi moarte, portrete, realizate cu un acut simț al decorativului așa cum se poate vedea la pictura murală de la Hotel Internațional din Mamaia precum și în lucrările „Copii din Țara Moților”, „Zi de sărbătoare la Gura Humorului”. Paul Miracovici a fost unul dintre creatorii afișului turistic românesc modern din anii 1930.

## Biografie
Paul Miracovici s-a născut în comuna Frumoasa din Harghita în ziua de 21 februarie 1906. Și-a făcut studiile la Paris la fel ca alți mari pictori români ca Arthur Verona, Jean Alexandru Steriadi, Camil Ressu și Nicolae Tonitza la Academia Grande Chaumière între anii 1930 și 1933. În anul 1932, Paul Miracovici a câștigat o bursă de doi ani la Școala Română de la Fontenay-aux-Roses. Paul Miracovici a debutat la Salonul Oficial din Paris, din anul 1926, cu un "Autoportret" și a fost unul dintre cei mai renumiti și productivi pictori interbelici. După ce participă la mai multe expoziții la Paris, la Salonul Tuileries și la „Salon des Independents”, Miracovici se întoarce în România și devine critic de artă după care obține diverse comenzi de la stat decorând pavilioane românești în străinătate. A profesat în meseria de muralist, profesie pe care a îmbrățișat-o până la moartea sa din anul 1973. Activitatea de muralist precum și cea de profesor la Institutul de Arte Plastice din București au fost profitabile din punct de vedere financiar dar au fost un impediment în evoluția sa în domeniul picturii. Astfel, cu ocazia unei expoziții făcute la Sala Dalles în anul 1970,  influențele din tinerețe din partea lui Albert Marquet și Pierre Bonnard combinate cu o tendință spre abstract, a cam derutat publicul consumator de artă.
Lucrările murale realizate de către Paul Miracovici până în anul 1948 au rămas un reper în muralistică. Pictura sa de după război este valoroasă și prezintă o doză de percepție renanscentistă ce devine mai evidentă cu trecerea timpului.

## Distincții
- Ordinul Muncii clasa a III-a (28 iunie 1965) „pentru activitate îndelungată și merite deosebite în dezvoltarea învățămîntului superior artistic”[5]